# Apollonio di Giovanni
Apollonio di Giovanni di Tomaso ou Apollonio di Giovanni ou Apollo di Giovanni (Florence, 1415 ou 1417 - 1465) est un peintre et un miniaturiste italien du XVe siècle de l'école florentine.

## Biographie
Apollonio di Giovanni devient indépendant en 1446 et en 1463, monte un atelier de décorations de cassoni (coffres de mariage décorés florentins) avec Marco del Buono Giamberti (Florence, 1402- 1489).
Il réunit maintenant sous son nom une série d'œuvres attribuées auparavant au Maestro dei cassoni Jarves, au Maestro del Virgilio, au Maestro di Didone, au Compagno di Pesellino. De 1442, l'année de son inscription à l'Arte dei Medici e Speziali, datent les miniatures de la Divina Commedia de Dante Alighieri et des Trionfi de Pétrarque (bibliothèque Laurentienne).
Son style est directement inspiré des compositions de Fra Angelico et des autres Florentins comme Fra Filippo Lippi, Paolo Veneziano, Paolo Uccello et  Gentile da Fabriano. Ses œuvres tardives datent de 15 ans avant sa mort : les miniatures pour les Bucoliche, les Georgiche et l'Énéide de Virgile (Biblioteca Riccardiana,Florence),  les faces des coffres avec les scènes de l'Énéide,  deux coffres de l'Odissea (Institut d'art de Chicago, et collection Frick au Fogg Museum).
Il est surnommé le « nouvel Apelle du Quattrocento », ses œuvres faisant l'objet d'ekphrasis de la part des humanistes. Pour l'œil cultivé et « littéraire » d'un humaniste du début du siècle, ses panneaux narratifs, abondants en détails inventifs, paraissent modernes et cultivés.

## Œuvres

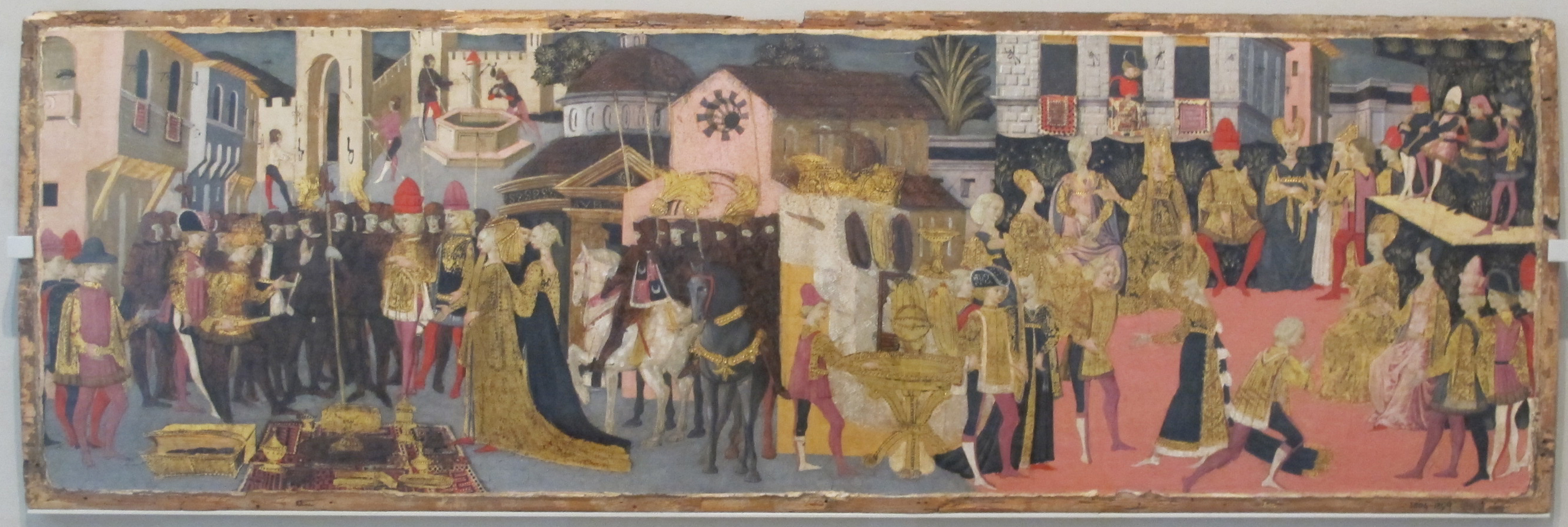
Panneau de cassone : La Continence de Scipion, Victoria and Albert Museum, Londres

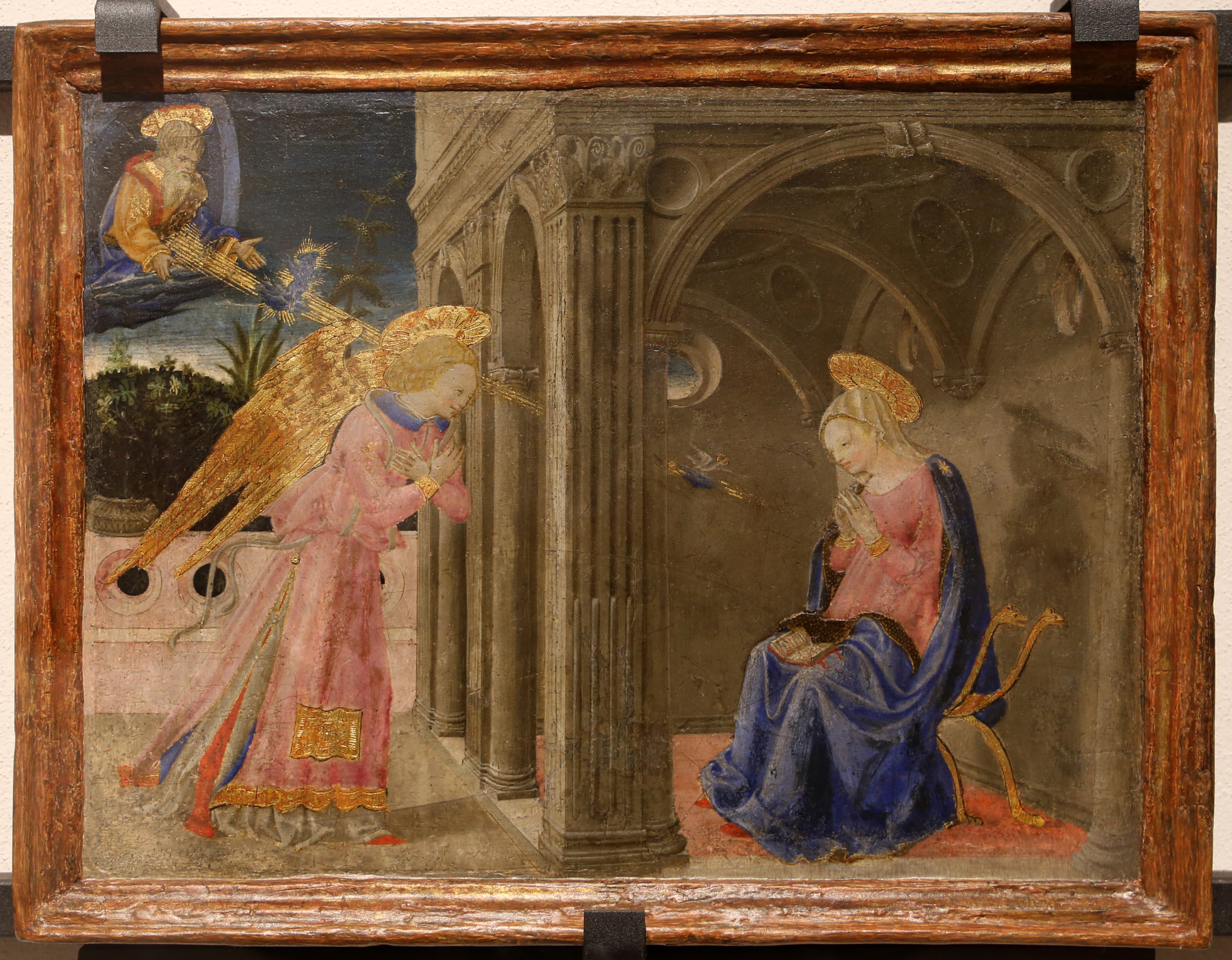
Annonciation,Collegiata-Museum, Castiglione Olona.

- Plateau d'accouchée dit desco da parto avec Marco del Buono : Le Triomphe de l'Amour, Victoria & Albert Museum, Londres[4]

### Musées
- Palais Medici-Riccardi : Histoires classique dans des scènes urbaines[5]
- Biblioteca Riccardiana :  88 miniatures sur l'œuvre de Virgile (19 incomplètes)[6]
- Bibliothèque Laurentienne, Florence : illustrations des œuvres de Dante et de Pétrarque.
- Photographies de la Fondation Roberto Longhi[7]
- Metropolitan Museum of Art : L'Histoire d'Esther

### Expositions
- Museo Petrarchesco Piccolomineo de Triestre : I Trionfi: tradizione classica e fortuna nelle collezioni del Museo Petrarchesco Piccolomineo, 30 septembre 2006 - 5 janvier 2007 [8]